# Оум, Монти
Монирик «Монти» Оум (/oʊm/; 22 июня 1981 г. — 1 февраля 2015 г.) — американский веб-аниматор и писатель.
Оум привлек внимание игрового сообщества после того, как в 2007 году выпустил анимационный ролик под названием Haloid, в котором персонажи из франшиз видеоигр Halo и Metroid сражаются друг с другом, видео в интернете стало «вирусным». В октябре того же года он выпустил продолжение, Dead Fantasy. Оум начал работать в Rooster Teeth в качестве ведущего аниматора Red vs. Blue, а так же является создателем оригинального мультсериала RWBY .
В январе 2015 года у Оума началась сильная аллергическая реакция, после чего он впал в кому. Скончался 1 февраля 2015 года в Остине, штат Техас.

## Ранний период жизни

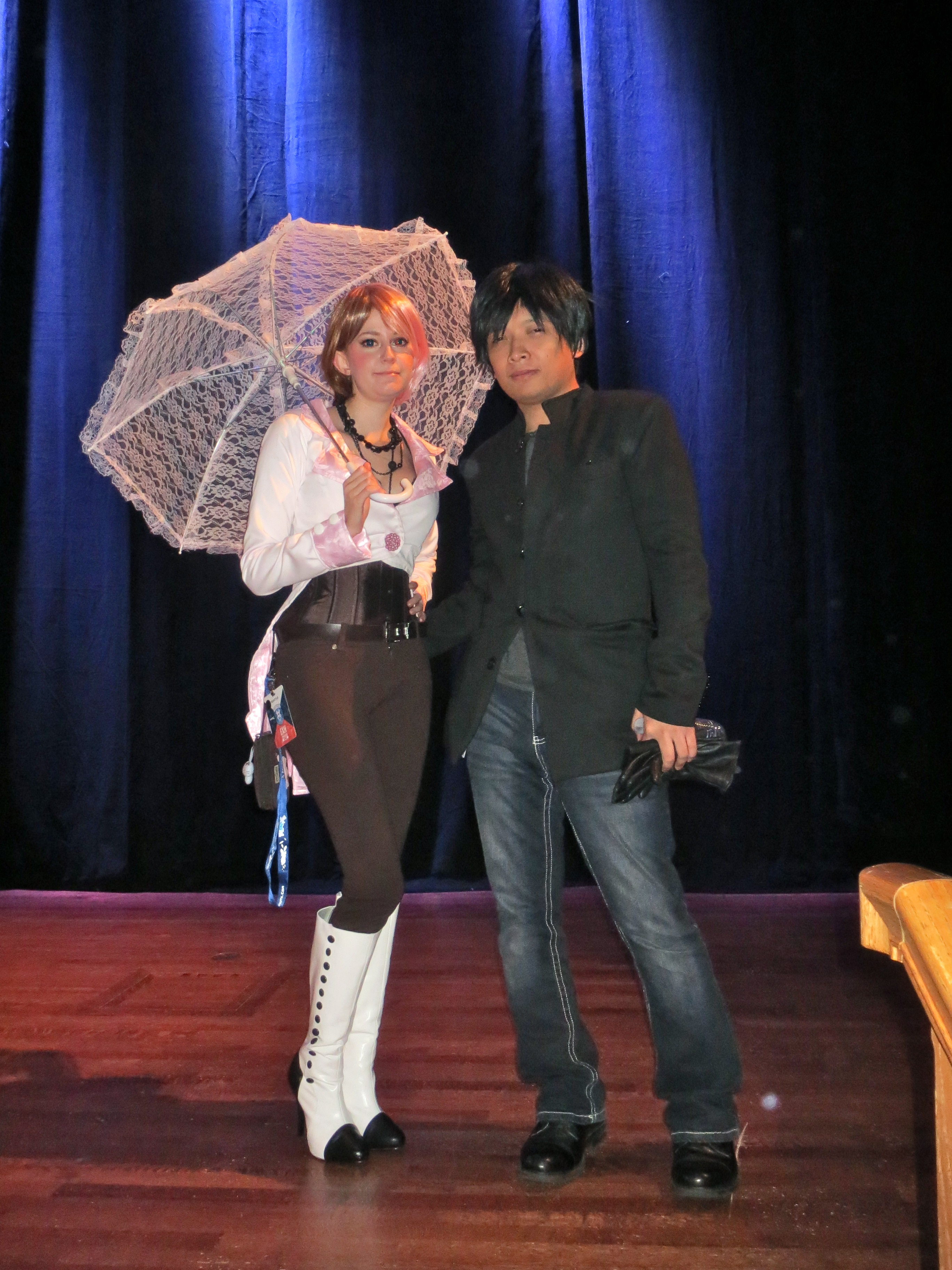
Шина и Монти Оум на PAX West 2014

Оум родился в Провиденсе, штат Род-Айленд, в 1981 году. У него были камбоджийские, вьетнамские, китайские и японские корни. У него было четыре старших брата (в том числе Нит, который после смерти Оума стал озвучивать персонажа RWBY Ли Рена) и две старшие сестры. В подростковом возрасте он учился в New Urban Arts, общественной художественной студии для старшеклассников в Провиденсе.

## Карьера

### Самостоятельная Карьера
Оум бросил среднюю школу и начал создавать фан-видео ещё в 2002 году. В январе 2007 года он обнаружил в Интернете некоторые методы обратной разработки, которые позволили ему извлечь модели из Halo 2 и, используя активы из Super Smash Bros. Melee, создать «окончательную разборку» между SPARTAN (Halo) и Samus Aran (Metroid) в Haloid — портманто их соответствующих франшиз. Видео набрало значительное количество просмотров в Интернете. Позже, в 2007 году, Оум выпустил серию под названием «Dead Fantasy», в которой сражаются персонажи из Final Fantasy и Dead or Alive.

### Работа в индустрии
Через два месяца после премьеры Haloid многие игровые компании искали Оума, и в итоге он был нанят Midway Games в качестве дизайнера боевых сцен. В 2008 году он был принят на работу в Namco Bandai Games в качестве дизайнера боевых сцен и аниматора для Afro Samurai. Короткий опыт работы в игровой индустрии разочаровал Оума, и в 2009 году он встретил соучредителя Rooster Teeth Берни Бернса на панели во время Comic-Con International в Сан-Диего, и они обсудили возможность работы Монти в компании. Только на PAX East 2010 было объявлено, что Оум был принят на работу в качестве аниматора для долгоиграющего веб-сериала компании Red vs. Blue.
Его следующая работа, мультсериал RWBY, включала в себя очень сложные и фантастические боевые сцены между суперсильными персонажами, которые завоевали популярность в Интернете. RWBY стал коммерческим успехом для Rooster Teeth, а отзывы критиков отметили высокое качество боевые сцены. Было выпущено два сезона сериала, а третий находился в производстве на момент смерти Оума в начале 2015 года. На данный момент шоу насчитывает девять сезонов.

## Смерть
22 января 2015 года у Оума случилась неустановленная тяжелая аллергическая реакция во время «простой медицинской процедуры». 30 января соучредитель Rooster Teeth Берни Бернс заявил, что Оум «находится в реанимации, и неизвестно, поправится ли он». На GoFundMe была создана страница пожертвований на медицинские расходы, на которую поступило более 210 000 долларов. 1 февраля 2015 года в 16:34 Оум, как сообщается, умер в результате аллергической реакции.

## Фильмография
| Год     | Имя                              | Режиссёр | Сценарист | Аниматор | Актер | Другой | Примечания                                           |
| ------- | -------------------------------- | -------- | --------- | -------- | ----- | ------ | ---------------------------------------------------- |
| 2007 г. | Haloid                           | Да       | Да        | Да       |       | Да     | Продюсер, кинооператор, монтажер, визуальные эффекты |
| 2007-09 | Dead Fantasy                     | Да       | Да        | Да       |       | Да     | Создатель                                            |
| 2009 г. | Afro Samurai                     |          |           |          |       | Да     | Дополнительный дизайнер                              |
| 2010-12 | Red vs. Blue                     | Да       | Да        | Да       |       | Да     | Кинооператор                                         |
| 2010-14 | Immersion                        |          |           |          | Да    |        |                                                      |
| 2013    | Панель «Интернет-бокс», RTX 2013 |          |           |          | Да    | Да     | P. F. Chang’s Deliveryman                            |
| 2013-16 | RWBY                             | Да       | Да        | Да       | Да    | Да     | Создатель, голос Рена (сезон 1 и 2)                  |

## Награды
| Год  | Награда                                | Категория                                         | Название работы | Результат   |
| ---- | -------------------------------------- | ------------------------------------------------- | --------------- | ----------- |
| 2014 | Премия Streamy Awards                  | Лучший анимационный фильм (канал, шоу или сериал) | RWBY            | Победа      |
| 2014 | Международная академия веб-телевидения | Лучший мультсериал                                | RWBY            | Победа      |
| 2012 | Гильдия продюсеров Америки             | Выдающийся цифровой сериал                        | Red vs. Blue    | Номинирован |

## Примечание
1. ↑  Rooster Teeth · Farewell Monty. Rooster Teeth. Дата обращения: 20 марта 2015. Архивировано 27 октября 2017 года.
2. ↑  Slotnik, Daniel E. (3 февраля 2015). Monty Oum, Web-Series Animator, Dies at 33. New York Times. Архивировано 4 апреля 2023. Дата обращения: 6 февраля 2015.
3. ↑  Oum, Monty. "@ShawnaKhut: @montyoum Quick question. What's your nationality?" I am Cambodian, Vietnamese, Chinese, and Japanese! :) (англ.). @montyoum (15 июня 2013). Дата обращения: 10 апреля 2020. Архивировано 18 ноября 2013 года.
4. ↑  Oum, Monty. Passing. montyoum.net (6 октября 2012). Дата обращения: 10 апреля 2020. Архивировано из оригинала 28 сентября 2018 года.
5. ↑  Denmead, Tyler. The creative underclass: youth, race, and the gentrifying city. — Durham, 2019-11-08. — ISBN 978-1-4780-0659-6.
6. 1 2  Solomon, Dan.
7. ↑  Monkelban, Andrew. Monty Oum – Hail to the King. Popten (29 июля 2009). Дата обращения: 5 июля 2011. Архивировано из оригинала 3 февраля 2015 года.
8. ↑  Dean, Sam. Monty Oum Interview (PAX East 2010). YouTube (21 апреля 2010). Дата обращения: 5 июля 2011. Архивировано 17 марта 2016 года.
9. ↑  Burns, Burnie. Monty Oum signs on with Rooster Teeth. Red vs. Blue. Rooster Teeth Productions (29 марта 2010). Дата обращения: 6 июля 2011. Архивировано из оригинала 13 июля 2012 года.
10. ↑  Ryzik, Melena (4 февраля 2015). An Animator's Death Releases a Flood of Sadness. New York Times. Архивировано 2 июля 2015. Дата обращения: 20 марта 2015. For fans of a certain kind of animation, Monty Oum was the Wizard — and the King, the Knight and the Pawn, all rolled into one. Millions of people watched his web series "Red vs. Blue" and "RWBY."
11. ↑  Bloom, David; Pedersen, Erik. Monty Oum Dies: Rooster Teeth Animation Director, 'RWBY' Creator Was 33. deadline.com (3 февраля 2015). Дата обращения: 6 ноября 2018. Архивировано 9 апреля 2023 года.
12. ↑  Eisenbeis, Richard. Another Season of RWBY Means More Epic Fights. Kotaku (11 ноября 2014). Дата обращения: 24 декабря 2020. Архивировано 26 мая 2023 года.
13. ↑  Cardine, Kyle. RWBY Volume 9 Premieres on Crunchyroll on February 18. Crunchyroll (24 января 2023). Дата обращения: 31 марта 2023. Архивировано 4 июня 2023 года.
14. ↑  Hullum, Matt. Monty Oum has passed away (англ.). Rooster Teeth (2 февраля 2015). Дата обращения: 29 января 2022. Архивировано 16 октября 2015 года.
15. ↑  Burns, Burnie. Monty Oum hospitalized (30 января 2015). Дата обращения: 1 февраля 2015. Архивировано из оригинала 16 октября 2015 года.
16. ↑  Klepek, Patrick. Rooster Teeth Animator Monty Oum Dies At 33. Kotaku. Gawker Media (2 февраля 2015). Дата обращения: 3 февраля 2015. Архивировано 8 ноября 2020 года.